# Linköpings universitetsbibliotek

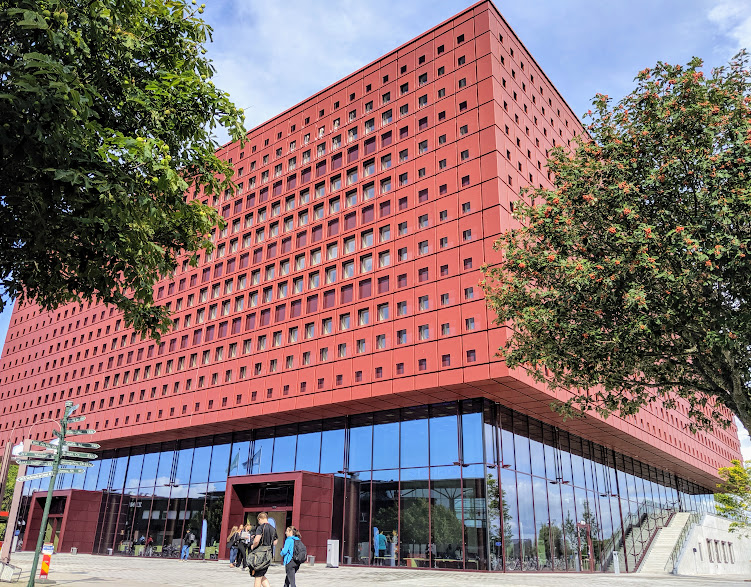
Studenthuset, Campus Valla, där Vallabiblioteket har sina lokaler

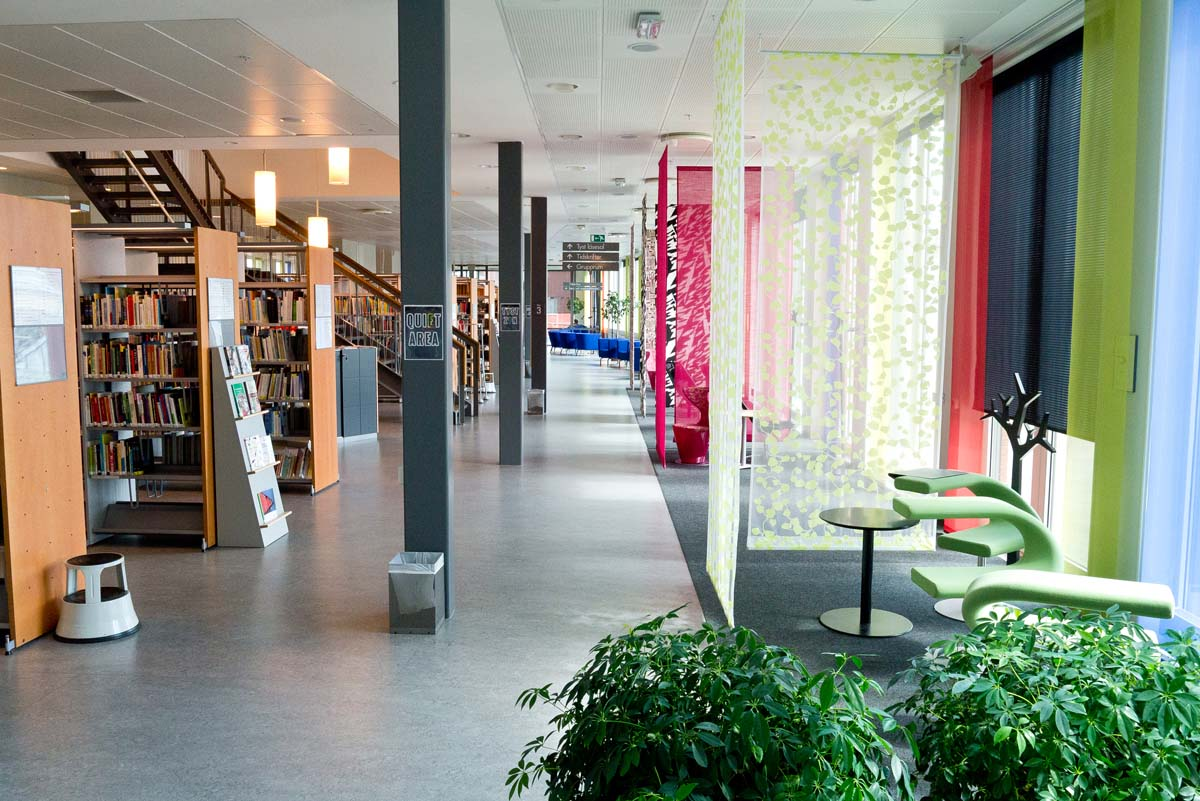
Campus Norrköpings bibliotek.

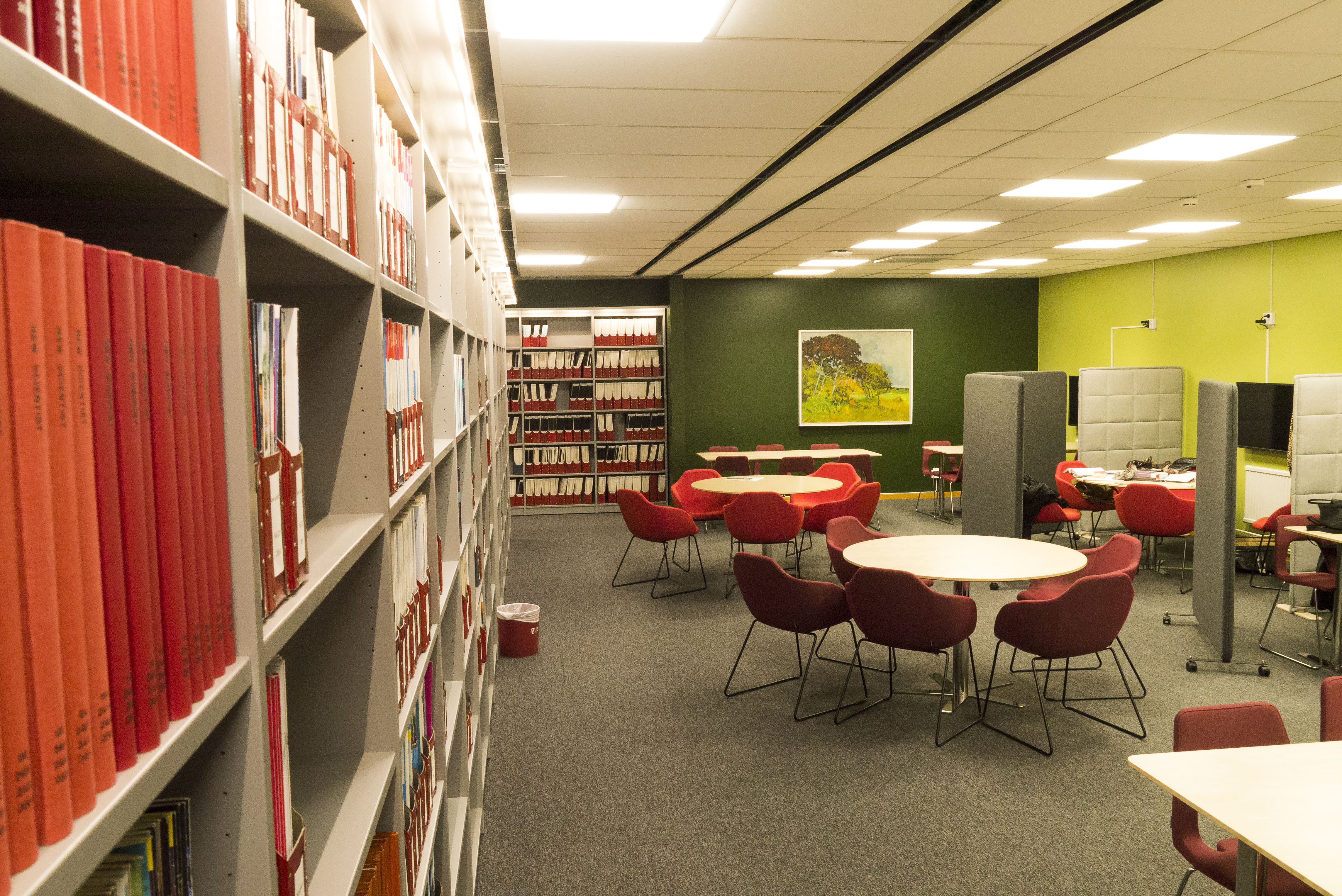
Medicinska biblioteket 2014.

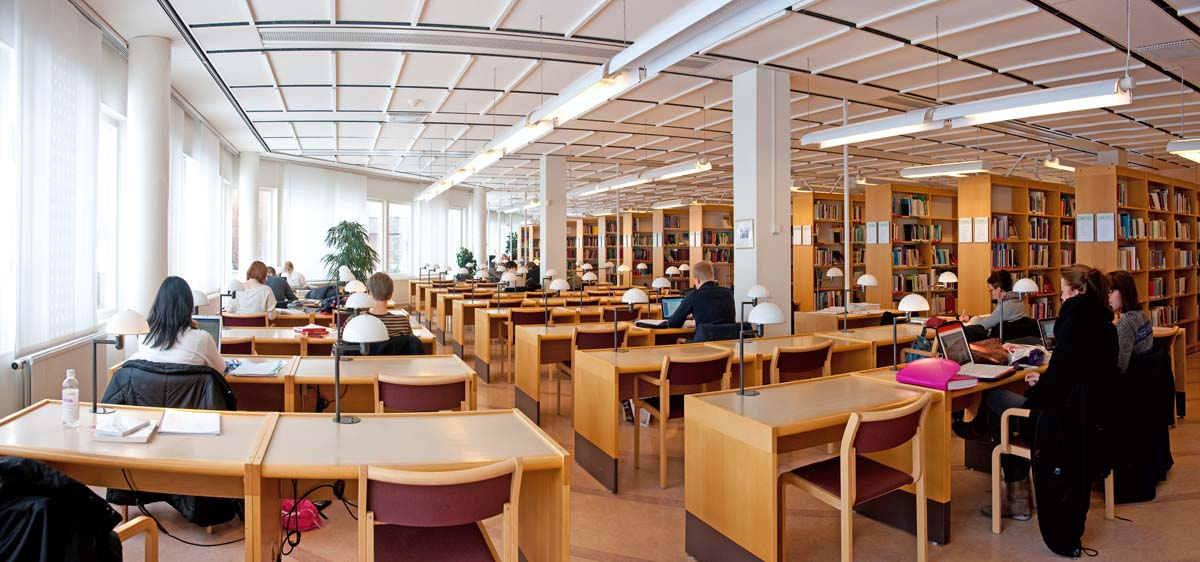
Dåvarande Hälsouniversitetets bibliotek 2011

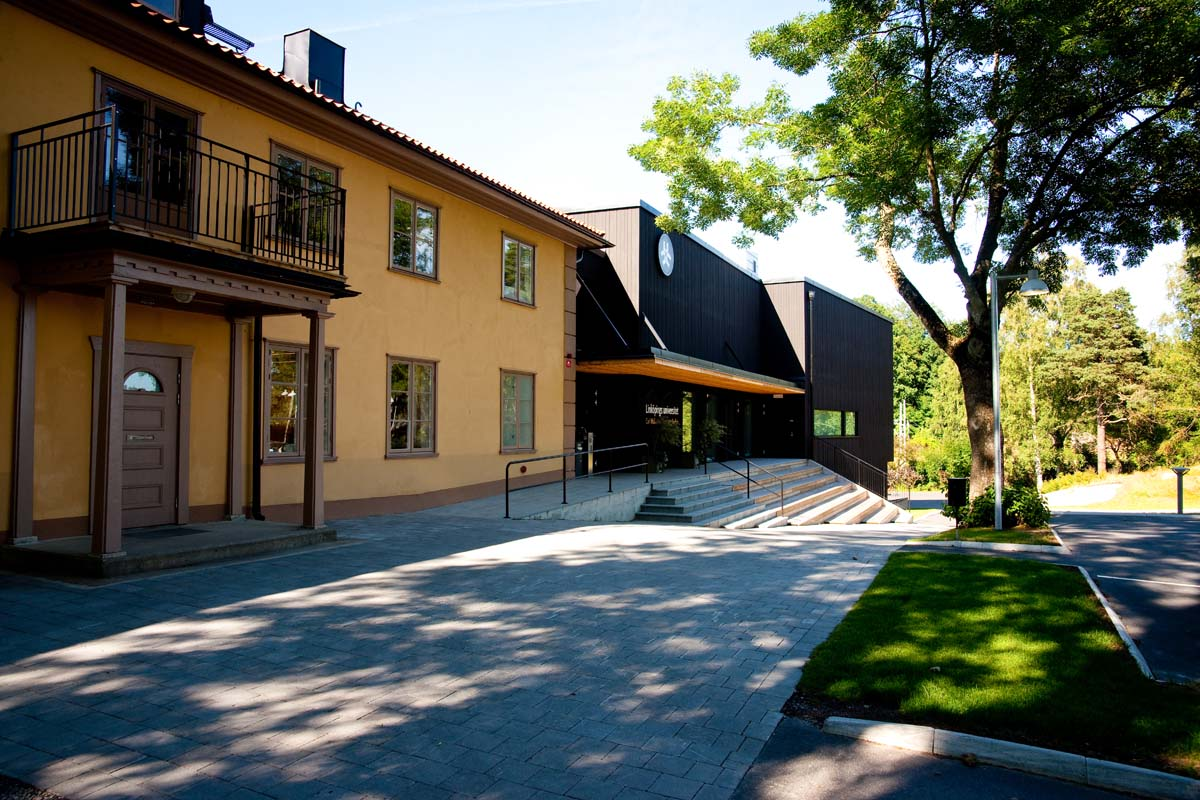
Byggmästare John Mattsons bibliotek.

Linköpings universitetsbibliotek (LiUB) är ett forskningsbibliotek som tillhandahåller informationsresurser för forskning och högre studier, i första hand till anställda och studenter vid Linköpings universitet men som även är öppet för allmänheten. Tillsammans med Kungliga biblioteket är det ett av de sex universitetsbibliotek som omfattas av leveransplikten av allt tryckt material med avsikt att spridas i Sverige. Biblioteket har mottagit pliktexemplar sedan januari 1979.
Linköpings universitetsbibliotek har ett bestånd av drygt 900 000 böcker, varav cirka 420 000 titlar är elektroniska. Det prenumererar på över 20 000 elektroniska tidskrifter och erbjuder cirka 150 databaser.

## Organisation
Linköpings universitetsbiblioteks högsta bestämmande organ är Biblioteksstyrelsen, som leds av prorektor och innefattar företrädare för universitetets fakulteter och studentkårer. Biblioteksorganisationen leds av överbibliotekarien, som till sin hjälp har ett ledningsråd bestående av biträdande överbibliotekarien, personalintendenten och de olika biblioteks- och avdelningscheferna. Nuvarande överbibliotekarie är David Lawrence.
Organisationen har i sin helhet omkring 90 anställda fördelade på 6 enheter: 
- Campus Norrköpings bibliotek
- Campus Vallas bibliotek
- Medicinska biblioteket
- Avdelningen för service och administration
- Avdelningen för medieförsörjning
- Avdelningen för publiceringens infrastruktur (som driver open access-förlaget Linköping University Electronic Press - LiU E-press.)

Linköpings universitetsbibliotek finns på plats på tre orter och består av sammanlagt fyra fysiska bibliotek.

## Campusbibliotek

### Campus Norrköpings bibliotek
Campus Norrköpings bibliotek (CNB) tjänar den forskning och utbildning som Linköpings universitet har förlagd till centrala Norrköping. Biblioteket återfinns i byggnaden Kåkenhus på Campus Norrköping. Dess samlingar är i första hand inriktade mot ämnesområdena vård, teknik, pedagogik och samhällsvetenskap.

### Medicinska biblioteket
Medicinska biblioteket är inriktat mot områdena medicin, vård och hälsa. Biblioteket återfinns på Campus US vid Universitetssjukhuset i Linköping.

### Vallabiblioteket
Vallabiblioteket, som återfinns i Studenthuset på Campus Valla i Linköping, har samlingar inom humaniora, beteendevetenskap, samhällsvetenskap, teknik, matematik och naturvetenskap, liksom skönlitteratur, även för barn- och ungdom. Mikrofilmande svenska dagstidningar, liksom riksdagstryck och annat offentligt tryck ingår också i bibliotekets bestånd.

### Byggmästare John Mattsons bibliotek
Byggmästare John Mattsons bibliotek (BJMB) har samlingar inom områdena möbler, trä och design och återfinns på Carl Malmsten Furniture Studies (Carl Malmstensskolan) på Lidingö, som är en del av Tekniska högskolan vid Linköpings universitet. Bibliotekets bestånd är tillgängligt för allmänheten, men endast studenter och lärare vid Malmstens har möjlighet att göra hemlån. Biblioteket har sitt namn efter byggmästaren John Mattson.

## Historia
Ett kursboksbibliotek inrättades i Linköping 1967 i samband med tillkomsten av en filosofisk universitetsfilial knuten till Stockholms universitet.  Även utbildningar i teknik och medicin var förlagda till Linköping, och samma år påbörjades en uppbyggnad av ett medicinskt bibliotek vid dåvarande Regionsjukhuset (nuvarande Universitetssjukhuset). Genom en sammanslagning av universitetsfilialen och de tekniska och medicinska utbildningarna skapades 1970 Linköpings högskola. Året innan hade högskolebiblioteket börjat sin verksamhet med Hans Baude som överbibliotekarie. Denne efterträddes 1978 av Kari Marklund.
Redan från början planerades för ett serviceinriktat bruksbibliotek med öppna samlingar. Den så kallade Linköpingsmodellen innebar ett decentraliserat system med kvartersbibliotek anpassade att ge service till två eller flera storinstitutioner samt att all litteratur betraktades som ett gemensamt bokbestånd. Tanken var att närheten till användarna skulle ge möjligheter till bästa tänkbara service. För att modellen skulle kunna fungera avsåg man förlita sig på en långtgående datorisering. Det var därför också naturligt att man redan under utvecklingsfasen anammade LIBRIS, som biblioteket mellan 1971 och 1973 var försöksbibliotek för.
Ett seminarium för lärarutbildning hade tillkommit i Linköping 1843 i samband med folkskolans inrättande. Med tillhörande bibliotek levde detta kvar fram till 1968, då Lärarhögskolan i Linköping bildades. Efter att Linköpings högskola 1975 blivit universitet kom Lärarhögskolan att bli en del av detta, varför Lärarhögskolans bibliotek i Linköping respektive Norrköping blev nya filialer i universitetets biblioteksorganisation. Så även Slöjdbiblioteket, som i samband med att Slöjdlärarseminariet 1978 blev en del av universitetet blev filial till Lärarhögskolans bibliotek.
Uppbyggnaden av Campus Valla i västra Linköping under 1970-talet innebar att universitetets lokaler successivt överflyttades hit från stadens centrala delar. Centralbiblioteket, med samlingar inom naturvetenskap och teknik, förlades till Campus Valla, därutöver två kvartersbibliotek. När hus D uppfördes 1980 flyttades Humanistiska biblioteket till den nya byggnaden från sina lokaler på Platensgatan. Samtidigt överfördes centralbiblioteksfunktionen hit. Med tiden har antalet kvartersbibliotek minskat som en följd av sammanslagningar och införlivningar. År 1989 flyttades Beteendevetenskapliga biblioteket, som tidigare funnits i anslutning till Beteendevetenskapliga institutionen vid Sveagatan, till Valla och slogs därmed samman med Humanistiska biblioteket. Omkring tio år senare skedde detsamma med Lärarhögskolans bibliotek, liksom med Slöjdbiblioteket. Genom en sammanslagning av Humanistisk-samhällsvetenskapliga biblioteket och Tekniskt-naturvetenskapliga uppstod ett samlat bibliotek för Campus Valla i januari 2015, kallat Vallabiblioteket. Detta flyttade 2019 från hus D till det nyuppförda Studenthuset.
I syfte att understödja forskningen vid den tvärvetenskapliga Tema-organisationen inrättades 1979 en ny typ av bibliotekarietjänst vid Linköpings universitet, så kallade temabibliotekarier.
År 1986 invigdes Hälsouniversitetet i Linköping och följande år dess nya bibliotek. Medicinska biblioteket blev därmed Hälsouniversitetets bibliotek – HUB. Tillsammans med sjuksköterskeutbildningen integrerades 1997 de tidigare regionala vårdskolornas bibliotek med Hälsouniversitetets. Efter att Hälsouniversitetet döpts om till Medicinska fakulteten 2015 återgick man till namnet Medicinska biblioteket.
Genom en sammanslagning av två av kvartersbiblioteken i Norrköping skapades 1998 Campus Norrköpings bibliotek, beläget i det tidigare industrikomplexet Kåkenhus vid Motala ström.  Bibliotekets tillkomst var en del av den satsning mot ett samlat campus i Norrköping som Linköpings universitet genomförde under 1990-talet. År 2000 införlivades även Hälsouniversitetets bibliotek i Norrköping, varvid universitetets hela biblioteksverksamhet i Norrköping nu var samlad på ett enda ställe.
Utvecklingen har således inneburit att man alltmer gått ifrån modellen med småskaliga kvartersbibliotek till förmån för en organisation koncentrerad till större enheter.

## Specialsamlingar
Som ett relativt ungt universitetsbibliotek saknar Linköpings universitetsbibliotek större samlingar av äldre litteratur. En idé om att basera det nya universitetsbiblioteket på samlingarna på Stiftsbiblioteket i Linköping valdes på ett tidigt stadium bort till förmån för uppbyggnaden av ett modernt bruksbibliotek. Linköpings universitetsbibliotek har dock genom bland annat donationer och inköp förvärvat följande specialsamlingar:
DDR Kulturcentrums bibliotek: Böcker som tillhört DDR-Kulturzentrum i Stockholm övertogs 1990 av Linköpings universitetsbibliotek. DDR-samlingen omfattar cirka 10 000 volymer och har sin tyngdpunkt inom skönlitteratur, litteraturvetenskap, konst, historia, juridik, politik och ekonomi. Dess kortkatalog finns inskannad och tillgänglig på webben.
EMIR-samlingen: Läspedagogiskt material som donerats till Institutionen för beteendevetenskap och lärande vid Linköpings universitet och som finns deponerad på universitetsbiblioteket.
Europeiskt dokumentationscentrum (EDC): Rapporter, lagtexter, rättsfallsamlingar och tidskrifter utgivna av Europeiska unionens publikationsbyrå.
Fröbelinstitutets bibliotek: En samling om cirka 1000 titlar som tillhört Fröbelinstitutets bibliotek i Norrköping och som omfattar litteratur inom förskolepedagogik, barnuppfostran, psykologi och religion samt barnböcker. Institutets verksamhet hade den tyske pedagogen Friedrich Fröbels tankar till grund. Boksamlingen, som spänner över tidsperioden sekelskiftet 1900 till 1949, återfinns på Campus Norrköpings bibliotek.
Färö: Litteratur på färöiska respektive om Färöarna donerad av Ejnar Fors Bergström.
Läromedel: Samling bestående av cirka 15 000 volymer inom olika skolämnen från förskole- till gymnasienivå. Huvuddelen av samlingen finns i Vallabiblioteket, men en mindre samling med läromedel från förskoleklass till mellanstadiet återfinns också på Campus Norrköpings bibliotek.
Nordens folkliga akademi (NFA): NFA:s bibliotek tillföll Linköpings universitetsbibliotek genom en donation 2004. Samlingen består av cirka 14 600 titlar inom pedagogik och folkbildning.
Stensland: Donerad samling inom området vuxenpedagogik.
Stolpe: Fransk- och tyskspråkig skönlitteratur samt litteraturvetenskaplig litteratur som tillhört författaren och litteraturforskaren Sven Stolpe.
Wessén: Språkvetenskaplig litteratur som tillhört språkforskaren Elias Wessén.
Riklund: En samling med böcker om modern fysik donerad av fysikern och LiU-professorn Rolf Riklund.
Hellqvist: En samling donerad av möbelsnickaren Peter Hellqvist med fokus på möbelsnickeri som hantverk, möbelformgivning och materialet trä återfinns på Byggmästare John Mattsons bibliotek.